# Спасовка (Запорожская область)
Спасовка (укр. Спасівка) — село,
Павловский сельский совет,
Вольнянский район,
Запорожская область,
Украина.
Код КОАТУУ — 2321586112. Население по переписи 2001 года составляло 315 человек.

## Географическое положение
Село Спасовка находится на расстоянии в 0,5 км от города Вольнянск и села Вишнёвое.
Рядом проходит автомобильная дорога Н-15.

## История
- 1900 год — дата основания.

## Достопримечательности
- Братская могила советских воинов.